# Червоновуха прісноводна черепаха
Червоновуха черепаха (Trachemys scripta elegans) належить до родини прісноводних черепах (Emydidae).
Здатність цих черепах жити в слабопроточних водоймах, переживати порівняно низькі температури і живитись будь-якими залишками дозволила їм розселитися далеко за межі свого природного ареалу на південному сході США. Черепах можна зустріти на південь від Північної Америки, Південній та Центральній Європі, Південній Африці, Південно-Східній Азії.
Червоновухі черепахи часто витісняють аборигенні види черепах. Молоді черепашки народжуються з довжиною панцира близько 3 см. Протягом перших 1,5 років вони здатні вирости до 7,5 см. Потім ріст сповільнюється, і черепаха росте в середньому на 1-1,25 см в рік. Дорослі самки більші за самців, мають потужніші щелепи. Парування в природі — з кінця лютого по травень. У неволі черепахи спарюються цілий рік. Зазвичай в кладці 6-10 яєць. Кладок кілька протягом року. Статевої зрілості досягають до 6-8 років на волі, в неволі самці до 4 років, самки до 5-6 років.
Живуть від 20 до 30 років, іноді до 40 років.

## Утримання у неволі

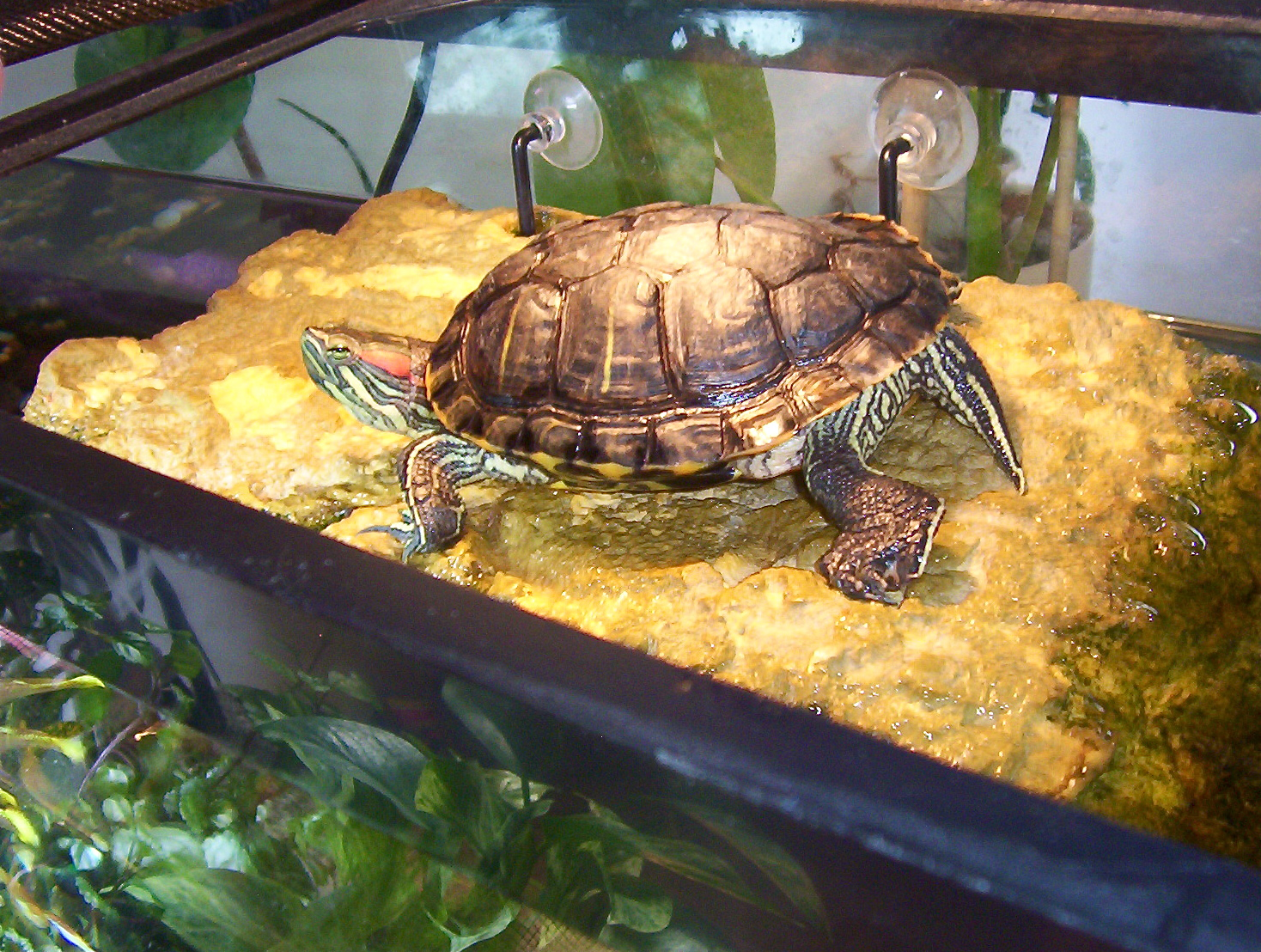

Утримання червоновухих черепах у неволі виявляється значно складніше, ніж може здатися на перший погляд. Важливо пам'ятати, що хоча черепахи більшу частину часу проводять у воді, все-таки це не риби, і суша їм потрібна обов'язково. Тому житло для черепахи треба створювати з огляду на особливості її існування.

## Тераріум
Для дорослої червоновухої черепахи потрібен акваріум на 100—150 літрів. Суша повинна займати не менше 25 % площі акваріума. Бажано побудувати похилий (від самого дна) берег з грубою (але не такою, що дряпається) поверхнею. На суші можна насипати ґрунт (гравій або землю) за умови, що він не буде зсипатися в воду. Рівень води повинен бути не менше ширини панцира черепахи, що дозволить їй перевернутися, якщо вона з будь-якої причини виявиться на спині. Вода повинна бути чистою і теплою (20-26 °С). Помірно хлорована водопровідна вода не небезпечна для черепах, але краще відстоювати воду. Воду міняти в міру забруднення, але не рідше 1-2 рази на тиждень. Можлива установка електричної помпи з фільтром і акваріумного нагрівача. Але і при наявності помпи, воду треба змінювати 1 раз на місяць. Над острівцем треба встановити лампу. Черепахи зазвичай гріються на суші. Острів необхідно сконструювати на 20-30 см нижче краю акваріума, оскільки активні черепахи можуть вибратися. Додаткові джерела денного світла для черепах бажані, але не обов'язкові. Дозоване опромінення УФ необхідно.

## Годування

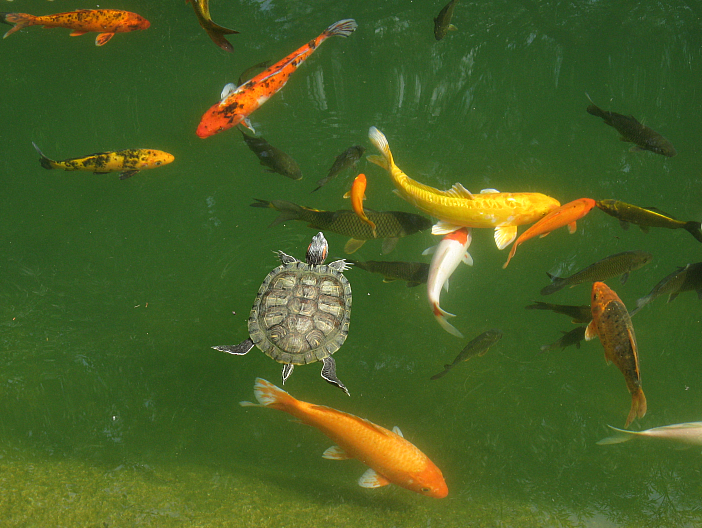

Більшість кормів, пропонованих черепахам (м'ясо, мотиль, кальмар), адекватні лише за кількістю білка. Ці корми не розв'язують проблему нестачі кальцію. Найпростіший спосіб поповнення запасів кальцію — годування черепах дрібною нежирною рибою разом з кістками, іноді згодовуючи акваріумних равликів (Ampularia spp.) або наземних (Helix aspersa). Рибок типу гуппі черепахи можуть з'їдати цілком. Можна годувати черепах шматочками розмороженої риби родини окуневих. Якщо риба велика, слід обрізати реброві кістки. Потім риба нарізується разом з хребетними кістками і згодовується. Якщо риба досить жирна (мойва, кілька, салака), її треба потримати у воді 80С 1-2 хвилини. Не варто забувати, що м'ясо — найгірший вид корму з усіх доступних. Живий корм — земляні черви, мотиль, трубочник, каретра — дуже гарний як кормова добавка для молодих черепах. Дуже гарні в ролі добавок — м'ясо кальмара, креветки, сира печінка. При згодовуванні печінки 1 раз на тиждень, можна утриматися від додавання вітамінів в їжу черепахи. Для прісноводних черепах можна приготувати кормову суміш на основі желатину або агар-агару.
Склад суміші: морква — 70 г, капуста — 50 г, яблуко — 50 г, рибне філе — 145 г, філе кальмара — 100 г, сире яйце — 2 шт., Молоко — 150 мл, «Тетравіт» — 20 крапель, гліцерофосфат кальцію — 10 таб., желатин — 30 г, вода — 150 мл.

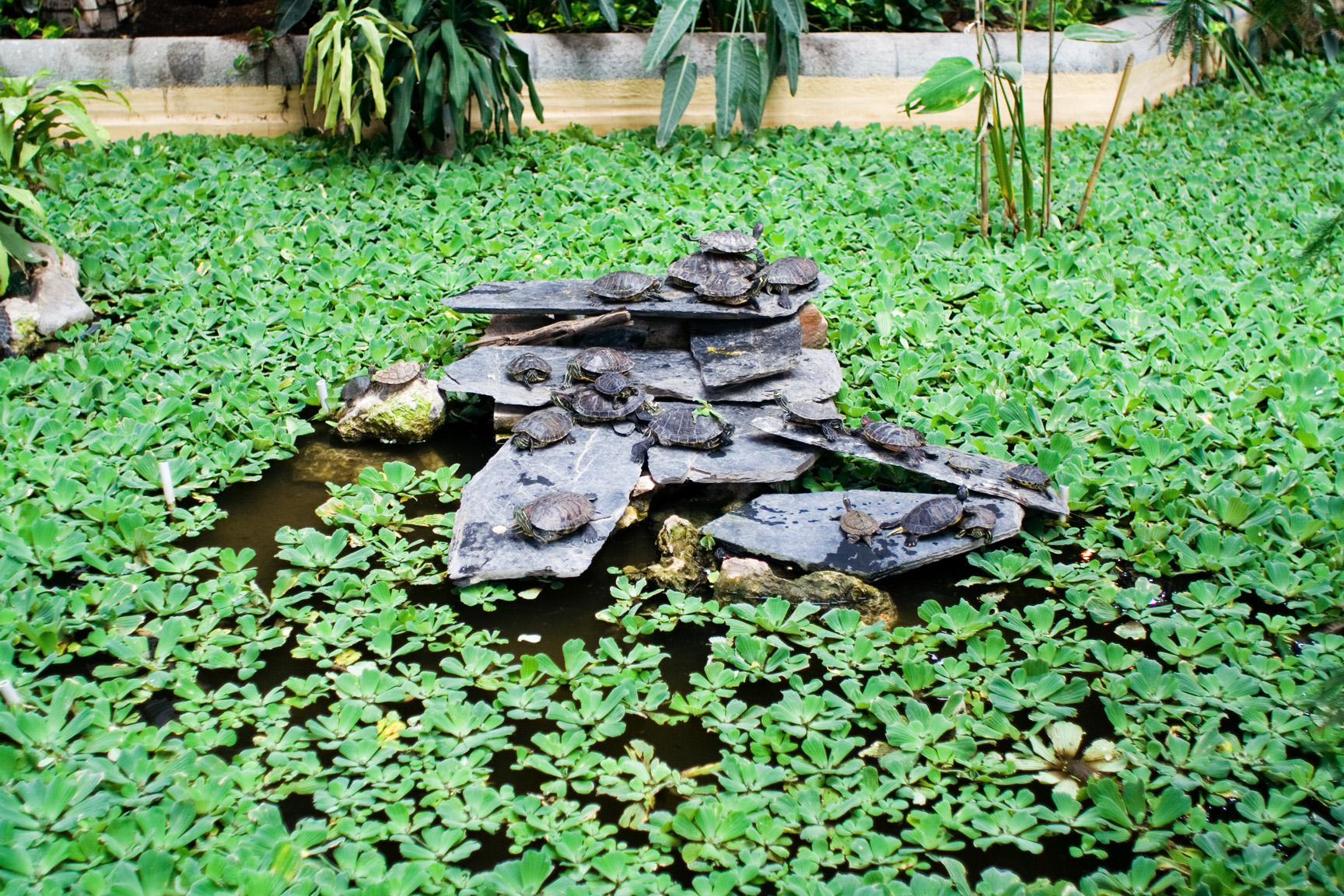

Спочатку желатин заливають теплою водою, після набухання доводять до повного розчинення на паровій бані. Подрібнені на м'ясорубці тверді корми заливають приготовленим розчином 80С і збитими яйцями з молоком, добре перемішують. Вітаміни та подрібнений гліцерофосфат вводять в суміш при 30С, перемішують і ставлять у холодильник. Перед згодовуванням суміш нарізають кубиками і нагрівають до кімнатної температури. Цього вистачить на 10 годівель дорослої черепахи. У суміш легко додаються ліки, у разі захворювання черепах. З віком у раціоні черепахи все більшу частку займають корми рослинного походження. Як рослинний корм годяться листовий салат, молода капуста, ставкові водорості, ряска, елодея, анахаріс, спірогіра, едогоніум, водна жеруха (Nasturtium fontanum). Молодих черепах треба годувати щодня (до 2 років). Дорослих — не частіше 2-3 рази на тиждень.